# Eudule arctiata
Eudule arctiata är en fjärilsart som beskrevs av W. Warren 1904. Eudule arctiata ingår i släktet Eudule och familjen mätare. Inga underarter finns listade i Catalogue of Life.